# NGC 82

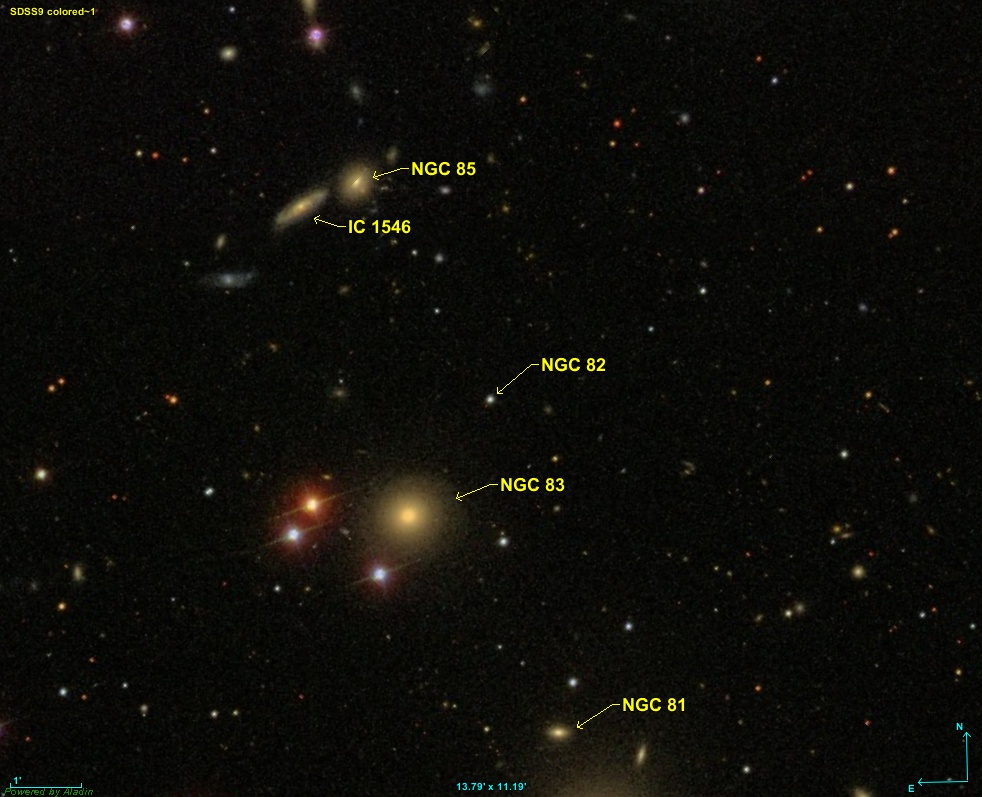
NGC 82

NGC 82 là một ngôi sao có cường độ 14,8 nằm trong chòm sao Tiên Nữ. Nó được ghi lại lần đầu bởi Guillaume Bigourdan, một nhà thiên văn học người Pháp, vào ngày 23 tháng 10 năm 1884.